# Haim Alexander
Haim Alexander (født 9. august 1915 i Berlin, Tyskland – død 18. marts 2012 i Jerusalem, Israel) var en israelsk komponist.
Alexander studerede hos Stefan Wolpe i Berlin.
Han emigrerede i 1935 til Palestina,
hvor han studerede hos Josef Tal og færdig uddannede sig på Jerusalem´s Musikkonservatorium i 1945.
Han har skrevet klaverstykker, orkesterværker, koncerter for forskellige instrumenter.
Alexander komponerede i begyndelsen i Israelsk folkloristisk stil, men blev senere serialist.